# Yorli Patiño
Yorli Rodine Patiño Mircado (ur. 29 listopada 1977) – wenezuelski zapaśnik w stylu klasycznym.
Dwukrotny uczestnik Mistrzostw Świata, szesnaste miejsce w 2001. Zdobył cztery medale Mistrzostw Panamerykańskich, złoto w 2003. Złoty medalista igrzysk Ameryki Południowej w 1998. Mistrz (2002) i wicemistrz (1998) Igrzysk Ameryki Środkowej i Karaibów. Najlepszy na igrzyskach boliwaryjskich w 2001 roku.